# Esse (Finlandia)
Esse . Esse ( en finlandés : Ähtävä ) es un antiguo municipio de Finlandia , ahora un pueblo de Pedersöre . Tiene una población de unas 3.000 personas, de las cuales aproximadamente el 94% son finlandeses de habla sueca y el resto son de habla finlandesa . El pueblo está en la parte noreste del municipio de Pedersöre. principales fuentes de ingresos son la agricultura y las muchas empresas pequeñas. A través de Esse fluye un arroyo con el mismo nombre, donde viven mejillones de la especie Margaritifera margaritifera.
- Datos: Q3352066
- Multimedia: Esse, Finland / Q3352066

historia

La capilla de Esse se construyó en 1700 y el guardián se convirtió en la congregación de la capilla de Pedersören en 1736. Según cierta información, Carlos XII habría otorgado los derechos de la capilla de Ähtävä ya en 1714, pero la decisión del rey se perdió en el camino de Bender a Ähtävä. El primer capellán de la congregación , el pietista radical Abraham Achrenius , quien más tarde influyó en el renacimiento interno de la iglesia en Varsinais-Suomi. Achrenius renunció al sacerdocio de Ähtava en 1740. 6 La parroquia de Ähtava se independizó en 1865, pero no obtuvo su primer vicario hasta 1870. 7
iglesia
La iglesia de Esse es una iglesia de cruz isósceles de 1770. La iglesia no está en Kyrkbacka. "Kyrkbacka" (traducido como colina de la iglesia) se encuentra a lo largo del río, un par de kilómetros hacia el interior de la iglesia. Según la tradición, hubo desacuerdos sobre la ubicación de la iglesia. Hay un antiguo pozo de sacrificio debajo del camino actual cerca de la iglesia , lo que puede explicar la ubicación de la capilla y la iglesia. [8]
El interior de la iglesia es excepcionalmente fino. El altar con sus barandales semicirculares se ha conservado en su ubicación original en la esquina de la cruz sur y este, y el púlpito frente a ella. La mesa del altar de esquinas redondeadas decorada con tallas de madera, la baranda decorativa del altar, el dispositivo del altar con columnas corintias y el púlpito son una combinación de estilos barroco tardío, rococó y neoclásico y son la hábil obra de carpinteros locales de la década de 1810. El retablo de dos partes, cuyos temas son la Crucifixión y la Sagrada Comunión, fue pintado por Johan Gustaf Hedman . La matrícula dorada de estilo rococó de Lukkarinpenki es la mejor de su tipo en Finlandia. Se desconoce el maestro constructor del campanario de estilo ostrobotnio, pero se suponeConstruido bajo el liderazgo de Antti Hakola en 1779. El almacén de troncos es de 1857. 9
Los carpinteros locales Berklars-snickarn y Jofs-snickarn hicieron el pedestal de la pared del altar y el púlpito, así como el tablero numérico de dos metros de altura. El retablo que representa el escenario de la comunión es una copia del retablo pintado por Margareta Capsia . El vitral fue realizado en 1940 por Lennart Segerstråle . El campanario terminado en 1779 tiene tres campanas. La campana más antigua de la parroquia es de 1731. Junto al campanario hay un vaivari sukko realizado alrededor de 1860 , que vestía como un soldado sueco durante los años de la guerra finlandesa . 8